# Cantone di Barenton
Il Cantone di Barenton era una divisione amministrativa dell'arrondissement di Avranches.
È stato soppresso a seguito della riforma complessiva dei cantoni del 2014, che è entrata in vigore con le elezioni dipartimentali del 2015.
Comprendeva i comuni di:
- Barenton
- Ger
- Saint-Cyr-du-Bailleul
- Saint-Georges-de-Rouelley